# Plán Peking

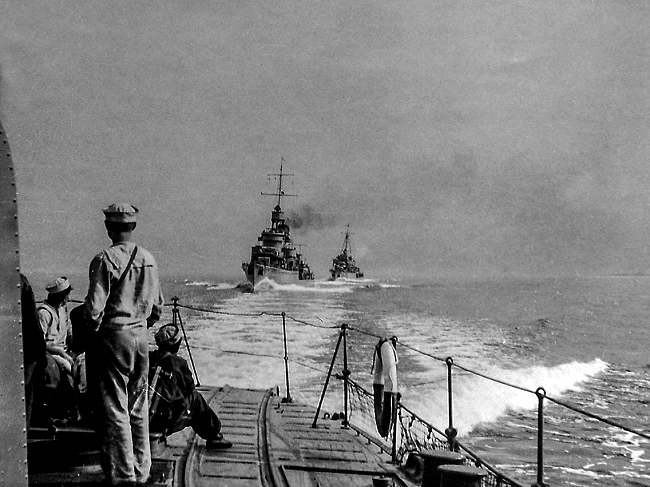
Posádka torpédoborce Błyskawica sleduje torpédoborce Grom a Burza plující v jeho kýlové brázdě

Operace Peking (či též plán Peking) byla operace polského námořnictva z doby těsně před vypuknutím druhé světové války. Jejím cílem bylo evakuovat nejcennější jednotky námořnictva do Velké Británie, aby se tam zapojily do očekávané války s Německem. Operace Peking byla provedena ve dnech 30. srpna až 1. září 1939. Torpédoborce Błyskawica, Grom a Burza v té době bezpečně dopluly z Gdyně do Edinburghu. Nebyly tak zničeny, jako většina polského námořnictva a dále na straně Spojenců bojovaly ve druhé světové válce.

## Vznik plánu
Rostoucí napětí v Evropě způsobené mocenským vzestupem nacistického Německa vedlo vedení polského námořnictva k přípravám strategie pro případ napadení země Německem. Dělo se tak s vědomím, že v uzavřeném prostoru Baltského moře by malé (byť nesporně moderní) polské námořnictvo jen obtížně čelilo značné převaze Kriegsmarine a Luftwaffe. V této situaci se dalo očekávat, že polské lodě budou buď zničeny, nebo uprchnou a budou internovány v některé neutrální zemi (viz například osud v Estonsku internované ponorky Orzeł).
V května 1939 proto viceadmirál Jerzy Świrski navrhl polskému nejvyššímu veliteli maršálku Edwardu Śmigły-Rydzovi plán na přesunutí oddílu torpédoborců (celkem čtyři jednotky – nejcennější lodě námořnictva) do Velké Británie. Měly tak uniknout jisté zkáze a dále se podílet na válečných operacích. Polské velení v té době předpokládalo, že armáda ustoupí na jihovýchod, kde se bude moci delší dobu bránit díky spojeneckému zásobovaní přes Středozemní a Černé moře. S plánem souhlasila i britská strana. Polské velení pouze rozhodlo, že evakuovány budou pouze torpédoborce Błyskawica, Grom a Burza, zatímco Wicher zůstane v zemi a zapojí se do případné obrany.
Dne 25. srpna 1939 byla podepsána britsko-polská obranná smlouva o vzájemné pomoci a hned druhý den byly velitelům rozeslány instrukce ohledně plánu Peking (druhá varianta Plán Nanking se lišila časovým limitem k provedení operace).

## Provedení operace

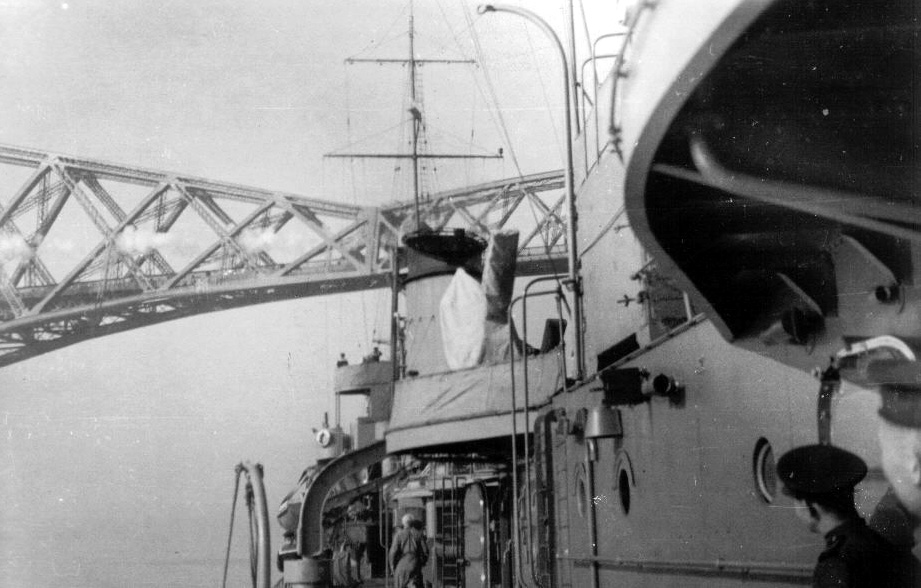
Polský torpédoborec vplouvá do Firth of Forth

V poledne 30. srpna 1939 vydal maršálek Rydz-Śmigły signál Peking. Operace tedy měla být zahájena okamžitě. Torpédoborce Błyskawica, Grom a Burza gdyňský přístav opustily již ve 14:15. Velel jim komandor porucznik Roman Stankiewicz. Stalo se tak v den polské mobilizace a dva dny před německou invazí do Polska.
Německé pozornosti lodě neunikly dlouho. Už v 16:40 je zpozorovala ponorka U 31. Po dvacáté hodině celý svaz krátce pozorovaly německé torpédoborce Friedrich Ihn, Erich Steinbrinck a Friedrich Eckoldt. Polští námořníci si tehdy jejich přítomnosti vůbec nevšimli. V noci z 30. na 31. srpna eskadru v úžině Öresund krátce sledoval německý svaz tvořený lehkým křižníkem Königsberg, torpédoborcem Bruno Heinemann a dvěma torpédovkami. Každá strana věděla o přítomnosti té druhé, stále ale panoval mírový stav.
Dne 31. srpna je sledovaly německé hydroplány, kterým se velitel Stankiewicz ztratil změnou směru plavby směrem k Norsku. Dopoledne 1. září se posádky dověděly o vypuknutí války. Celý svaz se pak ve 12:58 setkal s plavidly britského královského námořnictva a v půl šesté připlul do Edinburghu.